# Devika Rani
Devika Rani Chaudhuri, más conocida como Devika Rani (Visakhapatnam, 30 de marzo de 1908 - Bangalore, 9 de marzo de 1994), fue una actriz india que permaneció activa durante las décadas de 1930 y 1940. Ampliamente reconocida como la primera dama del cine indio, Devika Rani tuvo una exitosa carrera cinematográfica que se extendió durante diez años. Aunque fue influenciada por la actriz alemana Marlene Dietrich, su estilo de actuación fue comparado con el de Greta Garbo, lo que la llevó a ser reconocida como la "Garbo india".

## Biografía

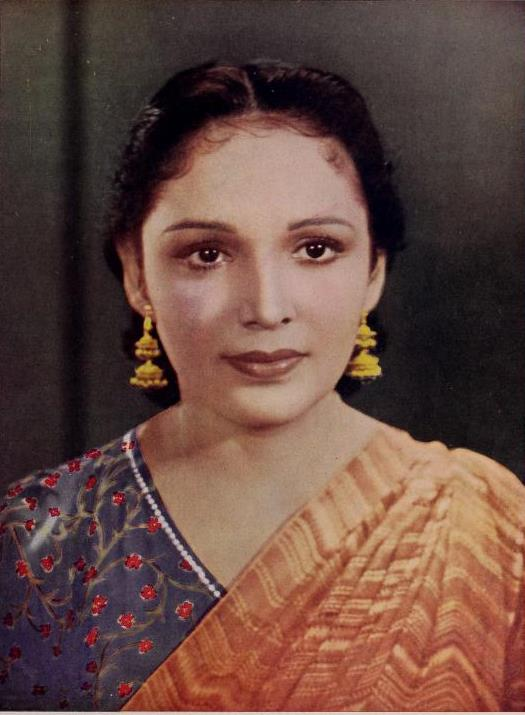
Rani en 1941

Nacida en el seno de una familia india anglicista y económicamente acomodada, Devika Rani fue enviada a un internado en Inglaterra a la edad de nueve años y creció en ese país. En 1928 conoció a Himanshu Rai, un productor de cine indio, y se casó con él al año siguiente. Ayudó en el diseño de vestuario y en la dirección de arte de la película muda experimental de Rai, Prapancha Pash (1929). Ambos se mudaron a Alemania y recibieron formación cinematográfica en los estudios Universum Film AG en Berlín. Acto seguido, la pareja protagonizó la película bilingüe Karma (1933), realizada simultáneamente en los idiomas inglés e hindi. La película se estrenó en Inglaterra en 1933 y despertó allí cierto interés, pero fracasó estrepitosamente en la India. La pareja regresó a su país natal en 1934, donde Himanshu Rai estableció un estudio de producción, Bombay Talkies, en asociación con algunas otras personas relacionadas con la industria del cine. El estudio produjo varias películas exitosas durante los siguientes seis años, y Devika Rani tuvo el papel principal en muchas de ellas. Su dupla en la pantalla con el renombrado actor Ashok Kumar se hizo popular en el país asiático.
Tras la muerte de Rai en 1940, Devika Rani tomó el control del estudio y produjo algunas películas más en asociación con Sashadhar Mukherjee y el mencionado Ashok Kumar. Como recordó durante su vejez, las películas que supervisaba tendían a fracasar, mientras que las películas supervisadas por sus socios normalmente se convertían en grandes éxitos comerciales. En 1945 se retiró del cine, se casó con el pintor ruso Svetoslav Roerich y se mudó a su finca en las afueras de Bangalore, llevando a partir de entonces una vida muy solitaria durante las cinco décadas siguientes. Sus papeles en el cine eran considerados socialmente poco convencionales. Entre sus premios se encuentran el Padma Shri (1958), el premio Dadasaheb Phalke (1970, convirtiéndose en la primera receptora en la historia del galardón) y el premio Soviet Land Nehru (1990).

### Fallecimiento
Rani murió a causa de una bronquitis el 9 de marzo de 1994, un año después de la muerte de su esposo Svetoslav Roerich, en Bangalore. En su funeral, Devika Rani recibió todos los honores del Estado. Tras su muerte, la herencia estuvo en litigio durante muchos años, ya que la pareja no tenía ningún reclamante legal, ya que Rani nunca tuvo hijos. En agosto de 2011 el Gobierno de Karnataka adquirió la finca propiedad de la pareja después de que la Corte Suprema de la India dictara el veredicto a su favor.

## Filmografía
- Karma (1933)
- Jawani Ki Hawa (1935)
- Mamta Aur Mian Biwi (1936)
- Jeevan Naiya (1936)
- Janmabhoomi (1936)
- Achhoot Kanya (1936)
- Savitri (1937)
- Jeevan Prabhat (1937)
- Izzat (1937)
- Prem Kahani (1937)
- Nirmala (1938)
- Vachan (1938)
- Durga (1939)
- Anjaan (1941)
- Hamari Baat (1943)